# Frankenstraße 29 (Stralsund)
Das Haus mit der postalischen Adresse Frankenstraße 29 ist ein unter Denkmalschutz stehendes Gebäude in der Frankenstraße in Stralsund.

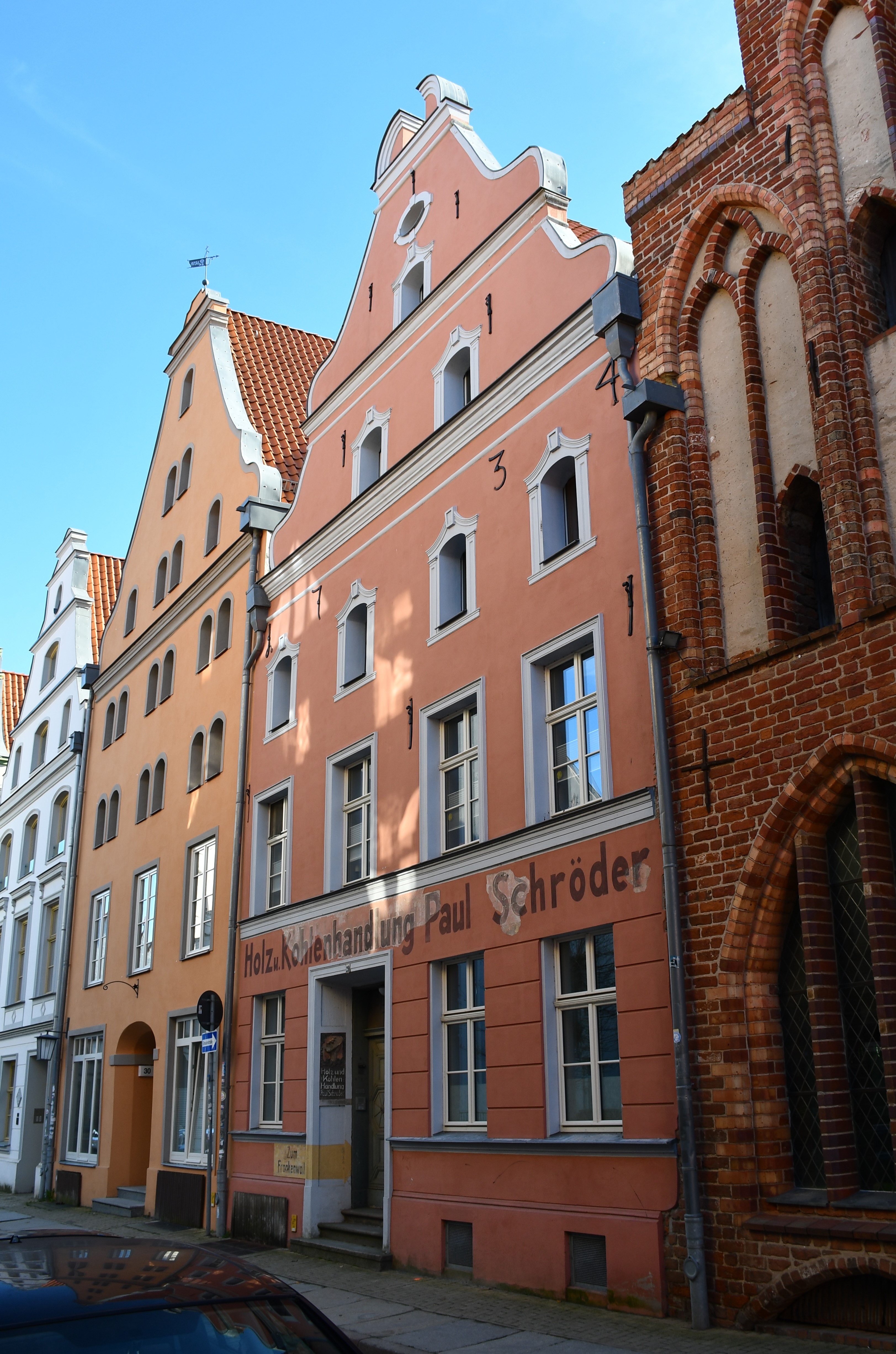
Das Haus Frankenstraße 29 Stralsund (2023)

Der zweieinhalbgeschossige und vierachsige, verputzte Giebelhaus mit zweigeschossigem Schweifgiebel, ursprünglich ein mittelalterlicher Backsteinbau, wurde im Jahr 1734 und in der zweiten Hälfte des 19. Jahrhunderts verändert und in seine heutige Form gebracht. Von der ersten Umgestaltung zeugt die Jahreszahl in der Fassade.
Im Eingang sind noch Reklametafeln der einst hier ansässigen Holz- und Kohlenhandlung Paul Schröder erhalten.
Das Haus liegt im Kerngebiet des von der UNESCO als Weltkulturerbe anerkannten Stadtgebietes des Kulturgutes „Historische Altstädte Stralsund und Wismar“. In die Liste der Baudenkmale in Stralsund aus dem Jahr 1997 ist es mit der Nummer 226 eingetragen.